# Kamienny Żleb (Dolina Huciańska)

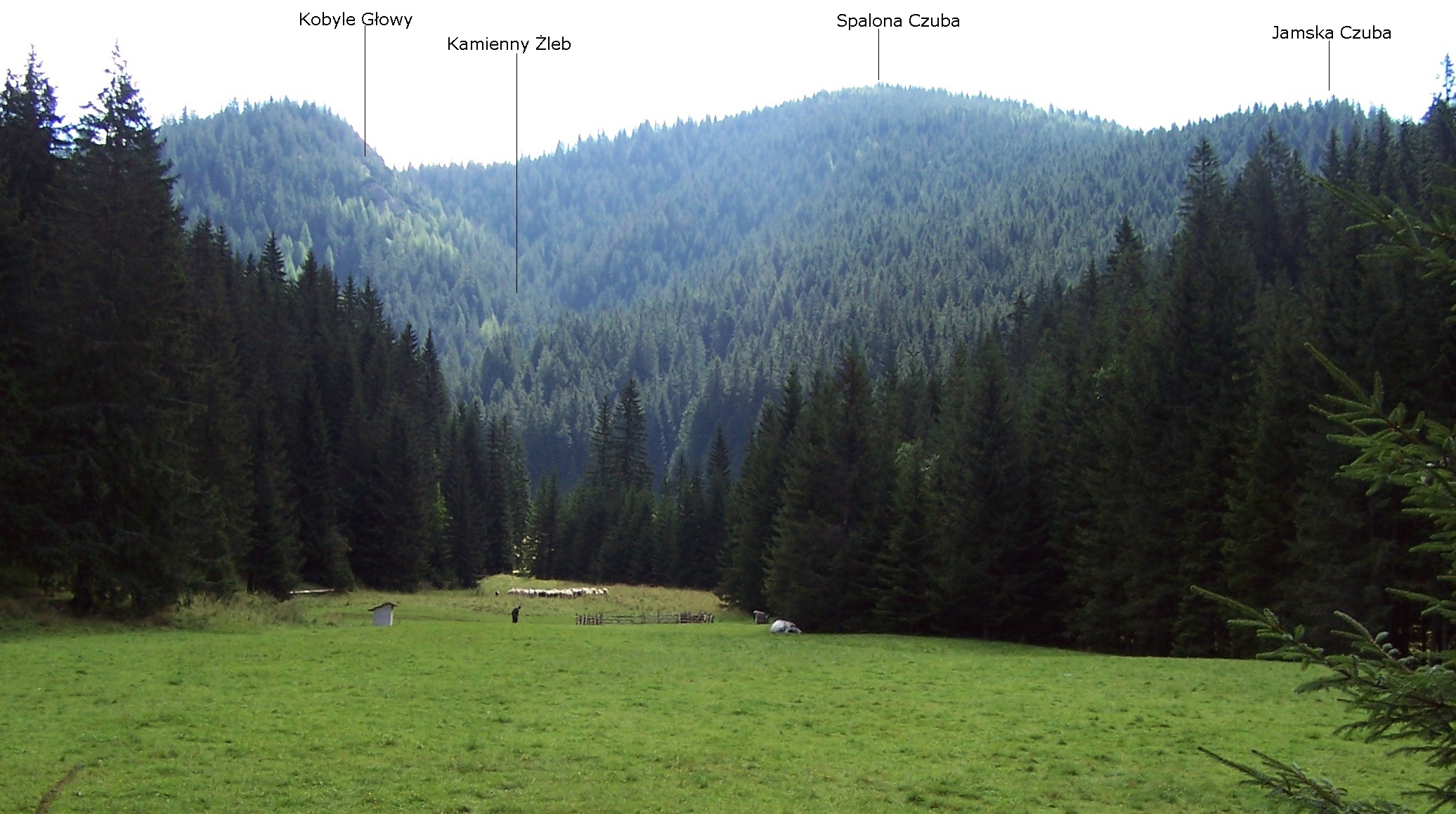
Widok z polany Huciska

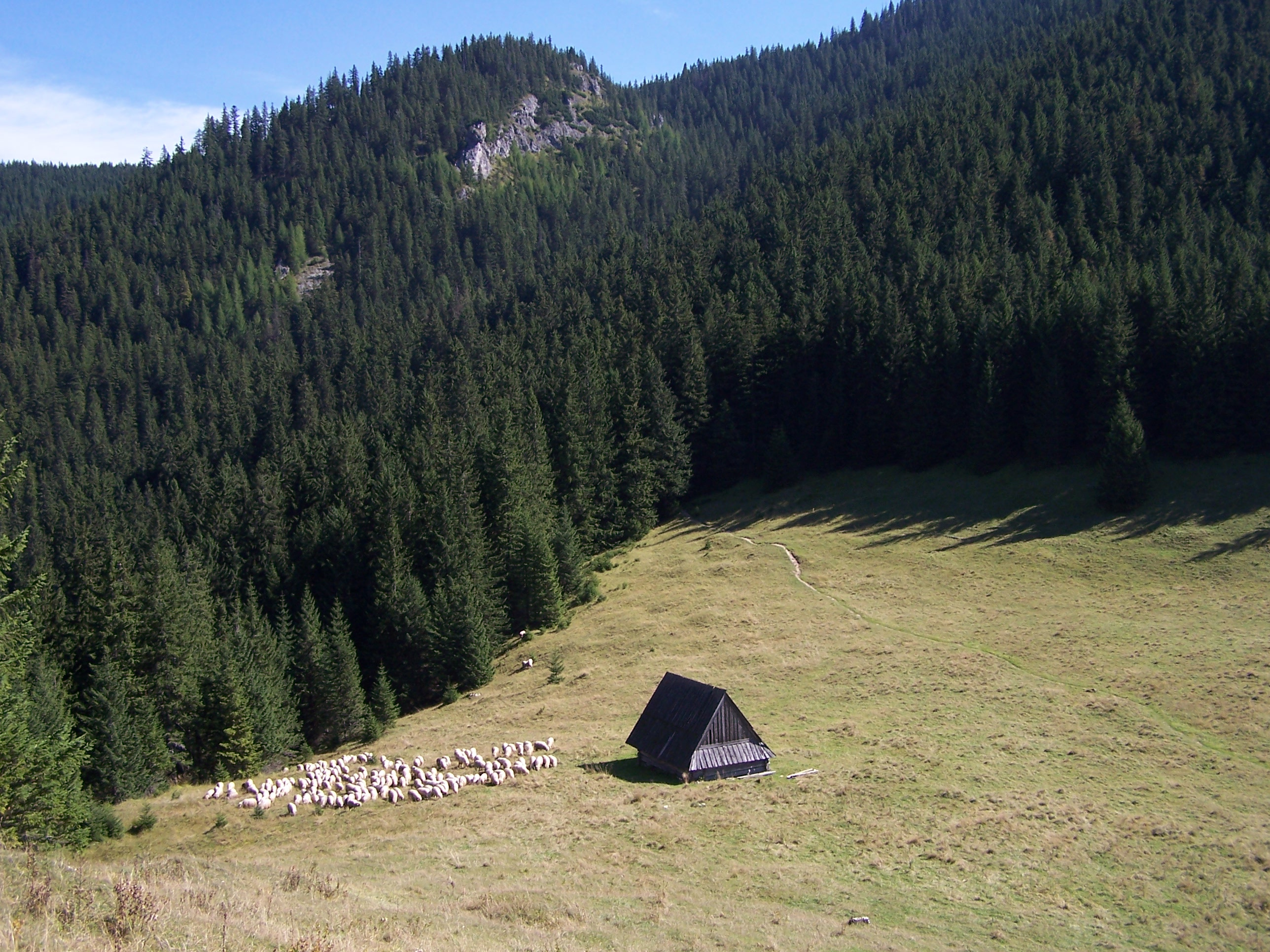
Górna część Kamiennego Żlebu, Kobyle Głowy i polana Jamy

Kamienny Żleb – odnoga Doliny Huciańskiej w polskich Tatrach Zachodnich. Jest to skalisty i wąski żleb mający wylot na górnym końcu polany Huciska. Dołem jego zbocza tworzy Spalona Czuba i ramię Małego Opalonego Wierchu, górą wcięty jest w północno-zachodnie stoki Małego Opalonego Wierchu. Ma kręty przebieg; najpierw opada w północnym, potem w północno-zachodnim kierunku. Od północnej strony w ramieniu Małego Opalonego Wierchu wznoszą się nad nim wapienne turnie zwane Kobylimi Głowami.
Kamienny Żleb jest porośnięty lasem, a jego dnem spływa Kamienny Potok będący dopływem Huciańskiej Wody. Przekracza go czarny szlak turystyczny (Ścieżka nad Reglami) na odcinku Kominiarska Przełęcz – polana Jamy.